# Torfhildur Hólm
Torfhildur Hólm, född 1845, död 1918, var en isländsk författare.
Hon var Islands första kvinnliga romanförfattare.